# Rower szosowy

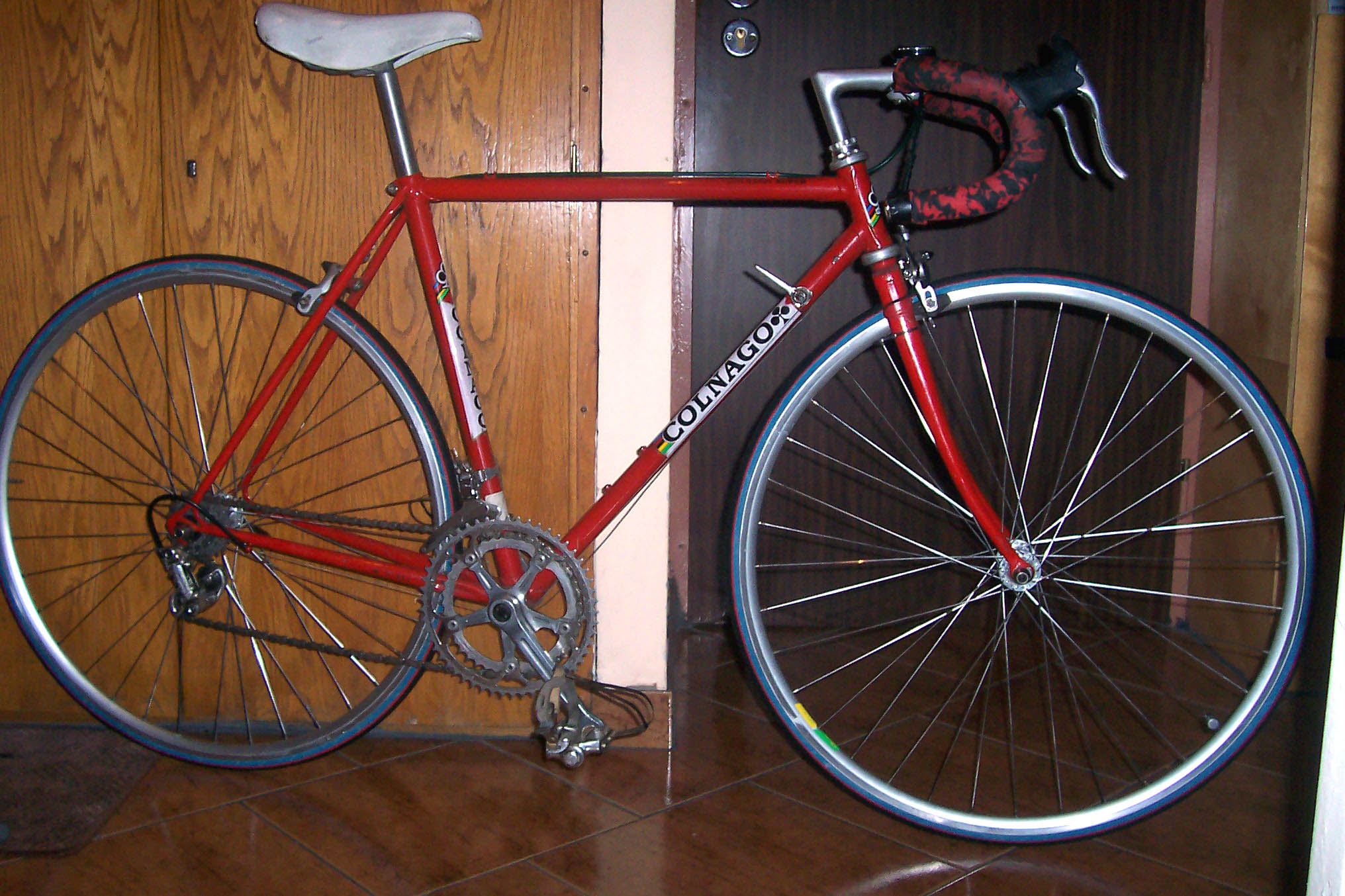
Klasyczny rower szosowy firmy Colnago

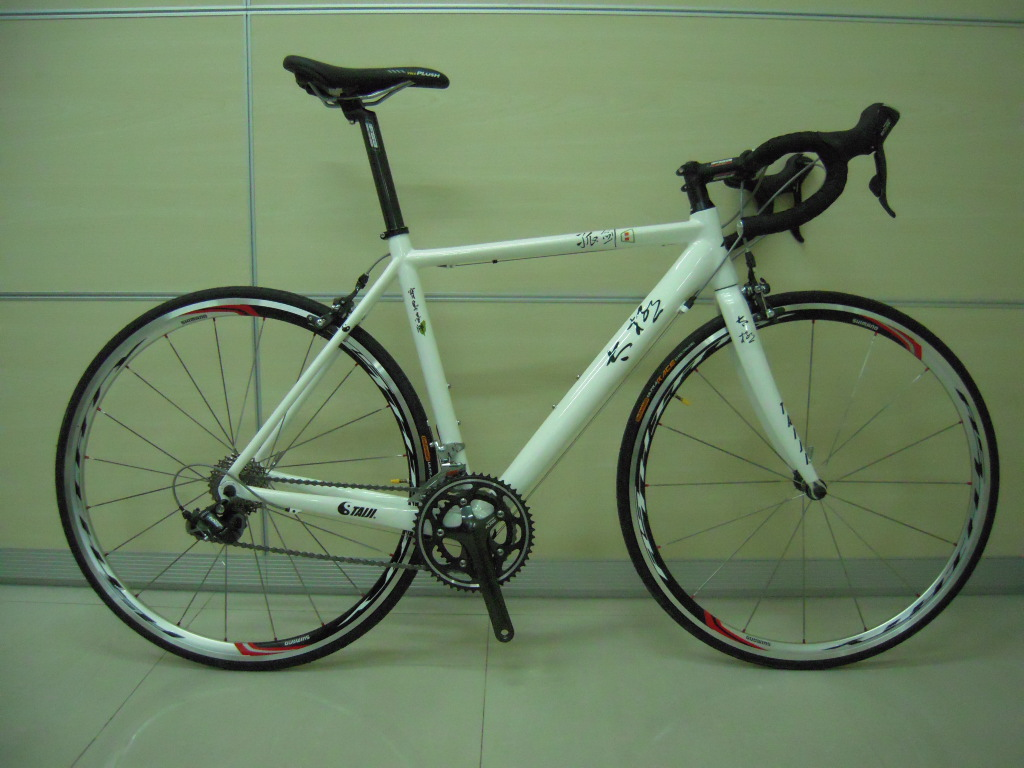
Rower szosowy, którego rama została wykonana z włókna węglowego

Rower szosowy – sportowy rower, dostosowywany przede wszystkim do jazdy na twardej drodze.

## Wytyczne UCI
Zgodnie z zasadami Międzynarodowej Unii Kolarskiej (UCI) do zawodów szosowych są dopuszczane tylko pionowe (nie poziome) rowery o obu kołach tej samej średnicy (najczęściej 650 lub 700c), z klasycznym układem napędowym oraz klasyczną ramą.
Klasyczny układ napędowy składać się musi z zespołu zębatek przednich napędzanych bezpośrednio za pomocą nóg przy pomocy korb i pedałów. Zębatki przednie są połączone łańcuchem z zespołem zębatek napędzających bezpośrednio tylne koło. Ograniczenia dotyczące rozmiarów zębatek dotyczą młodszych kategorii wiekowych.
UCI dość długo utrzymywała zasadę, że rower szosowy może mieć maksymalnie 10 przełożeń (dwie zębatki z przodu i 5 z tyłu), jednak współczesne rowery szosowe posiadają zwykle dwie zębatki z przodu i 10, 11, a nawet 12 zębatek z tyłu, co daje razem od 20 do 24 (niekiedy powtarzających się) przełożeń. Istnieją także korby trzyrzędowe, tzn. wyposażone w trzy koła zębate o różnych rozmiarach, lecz są one stosowane niemal wyłącznie przez amatorów.
Klasyczna rama składać się musi z głównego trójkąta o określonych przez UCI rozmiarach maksymalnych i minimalnych, trójkąta tylnego oraz przednich widełek, których rozmiary i budowa są także ściśle zdefiniowane przez organizację.

### Charakterystyka – współcześnie
Najważniejszym celem współczesnych producentów osprzętu i ram do rowerów szosowych jest osiągnięcie jak najmniejszej masy, przy zachowaniu: 
- jak największej sztywności bocznej (wpływa na efektywność energetyczną),
- jak największej liczby przełożeń,
- jak najmniejszego oporu aerodynamicznego produkowanych rowerów,

nie przekraczając przy tym norm i definicji narzucanych przez UCI, według których waga roweru nie może być mniejsza niż 6,8 kg. Ten przepis został wprowadzony w 2000 roku dla bezpieczeństwa kolarzy (dążenie do zmniejszania masy roweru mogłoby skutkować zmniejszeniem wytrzymałości poszczególnych elementów). Postęp w zastosowaniu włókien węglowych oraz żywic sprawił jednak, że obecnie rowery mogą być dużo lżejsze (w granicach 4,5 kg), a przy tym zachowywać odpowiednią wytrzymałość i sztywność. Osiąga się to poprzez stosowanie ultralekkich i ultrawytrzymałych materiałów, takich jak: karbon, duraluminium, tytan, włókna aramidowe oraz poprzez stosowanie jak najmniejszych ilości tych materiałów. Rowery niespełniające wymagań UCI mogą być stosowane w rekreacji, sporcie amatorskim i innych dyscyplinach sportowych np. triathlonie.
Podobnym rowerem, ale przystosowanym do jazdy po mniej twardej nawierzchni, w tym w szczególności po szutrze, jest rower gravelowy.